# قصة فيلادلفيا (فلم)
قصة فيلادلفيا (بالإنجليزية: The Philadelphia Story) هو فيلم كوميدي-رومانسي تم إنتاجه في الولايات المتحدة وصدر في سنة 1940. الفيلم من إخراج جورج كوكور. الفيلميلم مقتبس عن القصة القصيرة بنفس الأو يعتبر آخر تعاون بين كاثرين هيبورن وكاري جرانت بعد 3 أفلام سابقة وحصل الفيلم على أوسكار أفضل ممثل 'جايمس ستيوارت'.

## بطولة
- كاري غرانت
- كاثرين هيبورن
- جيمس ستيوارت

### ترشيحات وجوائز
| السنة | الحدث                         | الفئة            | النتيجة   |
| ----- | ----------------------------- | ---------------- | --------- |
| 1941  | حفلات الأوسكار حفلات الأوسكار | أوسكار أفضل ممثل | فـــــائز |

## الميزانية والإيرادات
حقق أرباحا تقدر بـ 3,000,000 دولار.

## وصلات خارجية
- مقالات تستعمل روابط فنية بلا صلة مع ويكي بيانات

1. ↑  "معلومات عن قصة فيلادلفيا (فيلم) على موقع elfilm.com". elfilm.com. مؤرشف من الأصل في 2016-05-01.
2. ↑  "معلومات عن قصة فيلادلفيا (فيلم) على موقع elonet.finna.fi". elonet.finna.fi. مؤرشف من الأصل في 2019-12-05.
3. ↑  "معلومات عن قصة فيلادلفيا (فيلم) على موقع the-numbers.com". the-numbers.com. مؤرشف من الأصل في 2021-04-22.